# Comité pour les médicaments à base de plantes
Le Comité pour les médicaments à base de plantes (HMPC, acronyme de Herbal Medicinal Products Committee), est l'un des comités de l'Agence européenne des médicaments, chargé d'élaborer les avis de l'agence sur les médicaments à base de plantes.

## Missions
Le HMPC vise à aider à l'harmonisation des procédures et des dispositions concernant les médicaments à base de plantes au sein de l'Union européenne (UE) et à intégrer davantage les médicaments à base de plantes dans le cadre réglementaire européen. Le HMPC fournit aux États membres de l'UE et aux institutions européennes des avis scientifiques sur les questions relatives aux médicaments et préparations à base de plantes, et fournit des informations sur les utilisations recommandées et les conditions de sécurité de l'usage de ces plantes. 
Parmi les autres tâches essentielles figurent l'établissement d'un projet de « liste communautaire des substances végétales, préparations et combinaisons de celles-ci destinées à être utilisées dans les médicaments traditionnels à base de plantes », ainsi que l'établissement de monographies communautaires de plantes médicinales. Ces monographies permettent une approche harmonisée pour l’évaluation scientifique des médicaments à base de plantes dans la communauté européenne. 

## Composition
- 27 membres, un nommé par chacun des 28 États membres de l'Union européenne,
- 2 membres nommés par l'Islande et la Norvège,
- un président, élu par les membres actifs du HMPC,
- Jusqu'à 5 membres supplémentaires peuvent être cooptés pour leurs domaines de compétences. Actuellement (février 2022), les membres cooptés ont une expertise en pharmacologie clinique, en pharmacologie expérimentale/non clinique, en toxicologie, en pédiatrie et en médecine générale[3].

Le HMPC a un observateur de la Direction européenne de la qualité du médicament (DEQM) et un observateur du Conseil de l'Europe.